# كازويا كاميا
كازويا كاميا (باليابانية: 神谷和也؛ بالكانا: かみや かずや) هو اقتصادي ياباني، ولد في 20 يوليو 1957 في هاماماتسو في اليابان.